# Vichtenstein
Vichtenstein est une commune autrichienne du district de Schärding en Haute-Autriche.